# Sigma
|  | Per a altres significats, vegeu «SIGMA». |

Sigma (Σ o σ) és la divuitena lletra de l'alfabet grec. Té un valor numèric de 200. Usada al final d'una paraula, s'usa la forma final (ς). La majúscula Σ s'usa com a símbol per a:
- Suma[2]
- un cert alfabet, d'un llenguatge, o altre objecte depenent d'un alfabet; expressat en termes matemàtics, p.i «el llenguatge definit per l'alfabet Σ={a,b,c} ...»
- En el model estàndard de la física de partícules és el símbol utilitzat per 3 barions

La minúscula σ s'usa com símbol per a:
- Desviació estàndard
- Conductivitat elèctrica
- Funció Sigma
- abreviatura de síl·laba en determinades escoles lingüístiques
- Esforç unitari